# Hans Putmans
Hans Putmans (Middelburg, ... – Delft, 1654) è stato un politico e navigatore olandese, quarto governatore dell'isola di Formosa, carica che ricoprì dal 1629 al 1636.

## Carriera in Asia
Putmans arrivò in Asia nel 1621 al servizio della Compagnia olandese delle Indie orientali e per i suoi primi tre anni venne dislocato nel Siam, in Cambogia e Patani, sulla costa occidentale di Sumatra ed infine sulla costa nord-orientale di Giava. Nel 1624 giunse a Batavia e nel giro di quattro anni divenne il presidente del collegio degli Assessori e sovrintendente della popolazione cinese.

## Governatore di Formosa
Nel 1629 divenne governatore di Formosa. La sua azione militare più famosa fu l'attacco contro la flotta dell'ammiraglio cinese Zheng Zhilong nel 1633 sulla costa cinese. Oltre che navi olandesi, Putmans comandò anche un gran numero di vascelli cinesi pirati, arruolati appositamente per la campagna. In luglio, in un attacco a sorpresa vicino all'isola di Gulangyu, riuscì a distruggere la flotta che Zheng Zhilong stava costruendo. Il 22 ottobre, comunque, Putmans venne sconfitto nella battaglia della baia di Liaoluo perdendo quattro East Indiaman, tre distrutte e una catturata dai cinesi.
Dopo la sconfitta, il governatore si applicò allo sviluppo dell'agricoltura sull'isola, cercando di attirare a Formosa il maggior numero di coloni cinesi dalla terraferma, così da sviluppare le colture del riso e della canna da zucchero sulle fertili pianure occidentali dell'isola. Queste politiche si riveleranno essere molto efficaci e porteranno nelle casse della Compagnia ingenti guadagni.

## Rientro nei Paesi Bassi
Nel dicembre del 1636, concluso il suo mandato da Governatore, rientrò in Europa, nei Paesi Bassi e dopo un breve periodo ad Amsterdam, si trasferì definitivamente a Delft nel 1638, dove morì nel 1654.